# Medaile za občanské zásluhy (Moldavsko)
Medaile za občanské zásluhy (moldavsky: Medalia „Meritul Civic“) je státní vyznamenání Moldavské republiky. Medaile byla založena roku 1992 a udílena je prezidentským dekretem za zvláštní zásluhy v jakékoliv oblasti socioekonomické činnosti.

## Historie a pravidla udílení
Medaile byla založena parlamentem Moldavské republiky dne 30. července 1992 zákonem č. 1123. Udílena je úřadujícím prezidentem Moldavské republiky za zvláštní zásluhy v jakékoliv oblasti socioekonomické činnosti.

## Popis medaile
Medaile kulatého tvaru o průměru 30 mm je vyrobena z tombaku. Na přední straně je vyražen motiv ozubeného kola, z jehož středu vychází obilný klas. Po stranách jsou dvě vavřínové větvičky. Ve spodní části je při okraji medaile nápis MERITUL CIVIC.
Stuha o šířce 25 mm sestává ze středového pruhu žluté barvy, na který symetricky z obou stran přiléhají následující proužky: červený proužek, béžový proužek, úzký bílý proužek a opět béžový proužek.